# Tunel nad Okapem Trzeci
Tunel nad Okapem Trzeci, Tunel nad Okapem III, Schronisko nad Okapem III – niewielka jaskinia na wzgórzu Winnica w Tyńcu. Pod względem administracyjnym znajduje się w Dzielnicy VIII Dębniki w Krakowie, pod względem geograficznym na Wzgórzach Tynieckich na Pomoście Krakowskim, w makroregionie Bramy Krakowskiej. Wzgórza te włączone zostały w obszar Bielańsko-Tynieckiego Parku Krajobrazowego.

## Opis obiektu

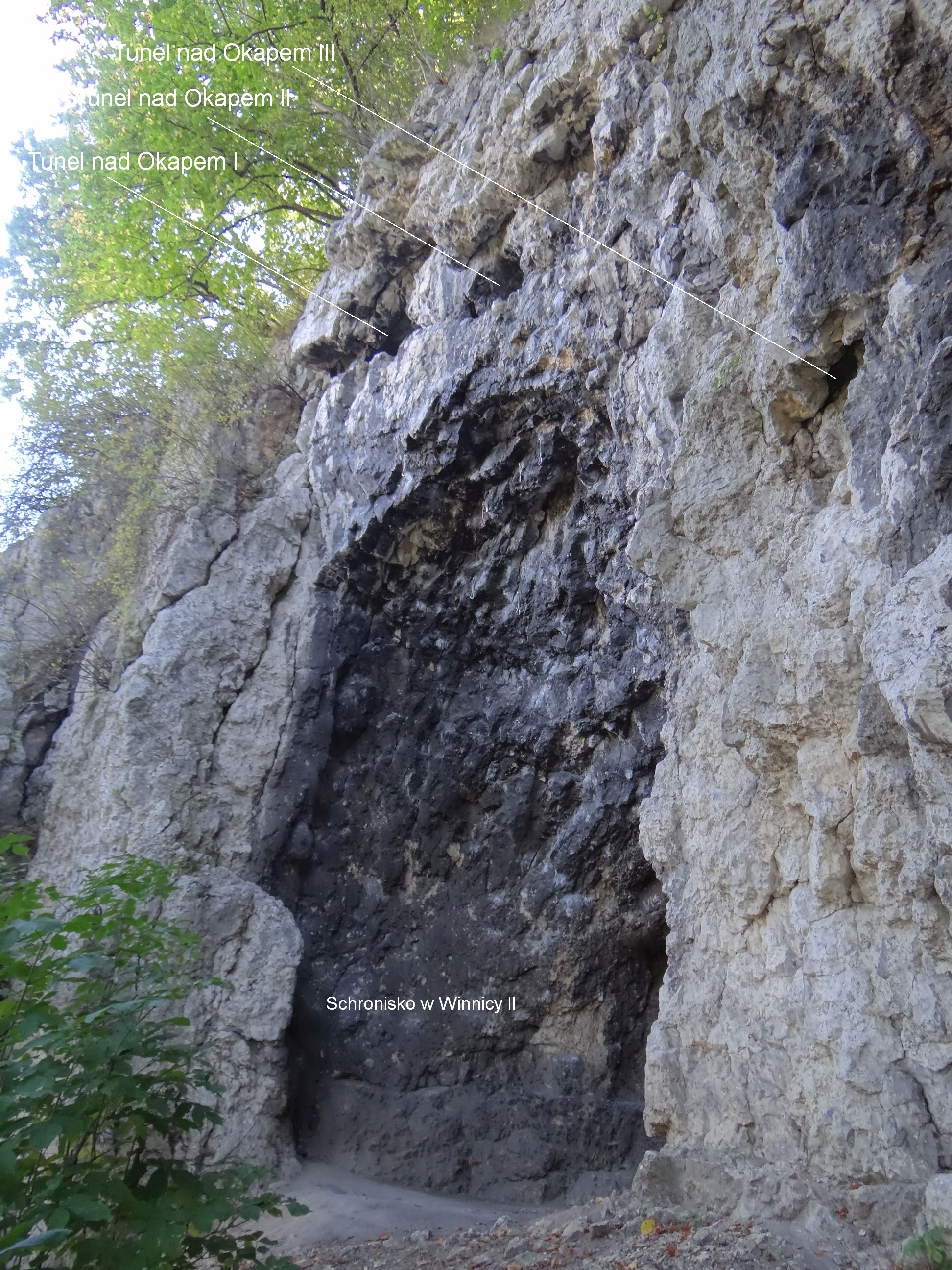
Schronisko w Winnicy Drugie i okap z otworami trzech jaskiń

Schronisko znajduje się w skale Skurwysyn, z tyłu za restauracją „Tarasy Tynieckie”. Z parkingu przy restauracji widoczny jest duży, czarny okap tej skały. Pod okapem znajduje się Schronisko w Winnicy Drugie, a nad okapem trzy trudno zauważalne otwory jaskiń Tunel nad Okapem Pierwszy, Tunel nad Okapem Drugi i Tunel nad Okapem Trzeci. Prawy otwór to otwór Tunelu Trzeciego. Znajduje się on w pionowej ścianie na wysokości 10 m nad podstawą skały. Dostać się do niego można trudną wspinaczką (VI w skali polskiej).
Jest to krasowa rura o średnicy dochodzącej do 0,6 m i wysokości do 0,8 m. W odległości około 1,5 m od otworu zakręca ona ostro w prawo, po 3,5 m od otworu zacieśnia się i staje się niemożliwa do przejścia.
Tunel wytworzył się w wapieniach skalistych z jury późnej. Brak nacieków. Namulisko skąpe, złożone z piasku i skalnego rumoszu. Tunel jest oświetlony rozproszonym światłem słonecznym do zakrętu.

## Historia
Tunel nie był w literaturze wzmiankowany. Po raz pierwszy opisali go M. Pruc i T. Kościelniak w sierpniu 1999 roku. Oni też opracowali jego dokumentację i plan. W 2000 r. w inwentarzu jaskiń Wyżyny Śląsko-Krakowskiej obiekt został wymieniony jako Schronisko nad Okapem III.